# 평양신학교
평양신학교(平壤神學校)는 1940년 4월 11일 채필근 목사에 의해서 설립된 신학교이다. 정식 명칭은 조선예수교장로회 평양신학교(일명 채필근신학교)이다. 평양 소재의 다른 신학 교육기관들도 '평양신학교'라 불린 경우가 있다.

## 역사
1940년에 설립된 '평양신학교'는 당시 일제가 신사 참배를 강요하던 시대적 배경과 관련이 있다. 초기의 기독교는 신사 참배를 거부하였으나 일제의 통치가 지속되자 차차 이에 동조하기 시작하였고, 마침내 당시 기독교 최대 교파였던 조선예수교장로회는 1938년 9월 제27회 총회에서 신사 참배에 참여할 것을 공식적으로 결의하며 친일 행위를 본격화하기 시작하였다. 외국인 선교사들과 일부 조선인 목사들은 이와 같은 총회의 결정을 강하게 비판하며 신사 참배를 거부하기에 이르렀고, 이는 선교사들이 운영해오던 조선예수교장로회신학교의 자진 폐교로 이어졌다.
그러자 친일 세력들이 움직이게 된 장로교회 총회는 1939년 평양신학교 설립을 결정하였고, 1940년 2월 9일 조선총독부의 인가를 받은 후 1940년 4월 채필근 목사를 교장으로 하여 '평양신학교'를 설립하였다. '채필근신학교'라 불리는 '평양신학교'는 목사 양성 교육이 아닌 일제 황민화 재교육을 실시하는 기관으로서, 정통신앙을 가진 기독교 신자들을 일본민족주의 정신으로 개종시킬 "교회사(敎誨師)"(지난 날의 잘못을 깨우치게 하는 교사)를 양성하기 위한 일본적 기독교 사역자 양성기관이었다.이다.
'평양신학교'는 조선예수교장로회신학교에 이어 설립되기는 하였으나, 조선예수교장로회신학교가 당시 조선에서 활동하던 미국북장로교, 미국남장로교, 호주장로교, 캐나다장로교 등 4개의 장로교회 선교사들로 구성된 '선교연합공의회'가 운영하다가 자진 폐교하였고, '평양신학교'는 1941년도에 '제1회 졸업생'을 배출하는 등 교적 등이 이어지지 않아 서로 무관한 교육기관에 해당한다.

## 평양신학교라 불리는 다른 신학교들
한국 교회사에서 일명 '평양신학교'로 불리는 개신교 신학교가 종종 있었으나, 이들은 본문의 평양신학교와 공식 명칭과 설립 연도가 다른 별개의 신학교육기관에 해당한다.
- 조선예수교장로회신학교(1901년 5월): 장로교선교연합공의회에 소속된 미국 북장로교 선교사들이 장로교 신학교육을 위하여 평양에 설립한 신학교로서, 훗날 결성된 조선예수교장로회의 교단 신학교로서 많은 조선인 장로교 목사를 양성했다. 일제의 신사참배 강요에 굴복하지 않던 선교사들의 강한 반대에도 불구하고 1938년 9월에 개최된 조선예수교장로회 제27회 총회에서 신사참배를 하기로 가결하자, 조선예수교장로회신학교를 운영하던 선교사들이 신사참배를 가결한 총회의 신학교육기관으로 유지할 수 없다며 그 해 2학기 개강을 무기한 연기하며 사실상 폐교 조치하였다. 조선예수교장로회신학교는 한반도에 설립된 최초의 장로교 신학교이며, 소재지명을 따라 '평양신학교'로 자주 언급되기도 한다.

- 평양신학교(1945년 12월) : 일제는 1943년 조선예수교장로회 총회를 '일본기독교조선장로교단'으로 개편하며 공식적으로 해산되었다.[5]해방 후 장로회 총회 재건 논의가 시작되었으나 남북 분단상황이 강고해지면서 불가피하게 1945년 12월에 북한 지역 교회들만으로 이루어진 '이북 5도연합노회'가 구성되었다. 연합 노회는 교역자 양성을 위해 신학교육을 재개할 것을 결의하였고, 만장일치로 김인준 목사를 '평양신학교'의 교장으로 선임하였다. 북한의 공산 정권은 1946년 3월 장대현교회 3.1 만세 기념예배 사건과 토지 개혁 등을 계기로 이북 5도 연합 노회를 탄압하려는 계획을 수립하게 되었고, 1946년 11월 조선그리스도교련맹이라는 어용단체를 통해 추진되던 주일 총선거 실시 문제를 계기로 강력한 탄압을 시작하였다.[6] 김인준 목사가 1947년 1월 공산 정권에게 연행되면서 이성휘 목사가 교장 대행을 맡게 되었고, 1950년 3월에 공산 정권에 의해 폐쇄당했다.

- 기독교신학교(1950년 3월) : 북한 공산정권이 이북 5도 연합 노회를 중심으로 운영되던 평양신학교를 폐쇄하고 설립한 어용 신학교이다. 일제 패망 후 북한에 들어선 공산 정권은 어용기구인 북조선기독교도연맹을 만들었고, 반공산주의 입장에 서서 공산 정권에 비판적인 연합 노회 소속 교회에 대한 탄압의 일환으로 1950년 3월 장로교 신학교인 평양신학교와 감리교 신학교인 성화신학교를 강제로 통폐합하여 북조선기독교도연맹 산하의 기독교신학교를 설립했다. 기독교신학교의 교장은 당시 평양신학교 교장이던 이성휘 목사가, 부교장은 당시 성화신학교의 이사장인 송정근 목사가 맡았으나, 학교의 실권은 북조선기독교도연맹 소속의 김응순 목사가 가지고 있었다. 얼마 지나지 않아 공산 정권은 김응순 목사를 기독교신학교 교장으로 만들어 친공산주의 신학교로 운영하였고, 이성휘 목사는 한국 전쟁 중에 순교한 것으로 알려진다.[7] 기독교신학교는 1950년 7월 5일 첫 졸업생을 배출한 후 폐교되었다.[8]

- 평양신학원(1972년 3월) : 북한에 형식적으로 설립되어 있는 기독교 조직인 '조선그리스도교연맹(조그련)'의 교직자 양성기관이며, 1972년 3월 당시 조그련의 위원장인 강양욱 목사의 영향으로 개원되었다. 2003년 9월에 남측의 대한예수교장로회 통합 남북한선교위원회 측과 기독교대한감리회 서부연회(기감 서부) 측의 지원으로 연 건축 면적 340.5평의 신학원 건물을 건축했다. 1992년까지 20년동안 7기 졸업생을 배출한 후 운영이 거의 중단되었다가, 남북정상회담을 기점으로 2000년 9월에 5년제 학제로 개편하여 운영되고 있다.[9] 평양신학원의 교원 중 리영태 교수는 일제 시대 미국 선교사 이눌서의 성경 번역을 도왔으며, 북한성경전저를 펴내기도 하였다.[10]

## 참고자료
- Doug-Sung Choi.'Korean Christianity'.Evangelia University Press.Anaheim,California.2005.ISBN 89-89509-04-1
- 최덕성.한국교회친일파 전통.지식산업사.2006.ISBN 89-423-6029-7
  - 하승무 교수, '한국장로교회사' 특강, 한국장로회신학교, 2012